# Wrightoporia neotropica
Wrightoporia neotropica är en svampart som beskrevs av Ryvarden 2000. Wrightoporia neotropica ingår i släktet Wrightoporia och familjen Bondarzewiaceae.   Inga underarter finns listade i Catalogue of Life.